# Dioctria albicornis
Dioctria albicornis är en tvåvingeart som beskrevs av Wilcox och Martin 1941. Dioctria albicornis ingår i släktet Dioctria och familjen rovflugor.
Artens utbredningsområde är Kalifornien. Inga underarter finns listade i Catalogue of Life.